# 上海美術大展
上海美术大展是中華人民共和國上海市規模最大的综合性美术展览，由上海市文学艺术界联合会、上海市美术家协会主办，自2001年创办，每两年举办一届。上海美术大展已多次在中华艺术宫舉辦。